# بیلیاردباز (رمان)

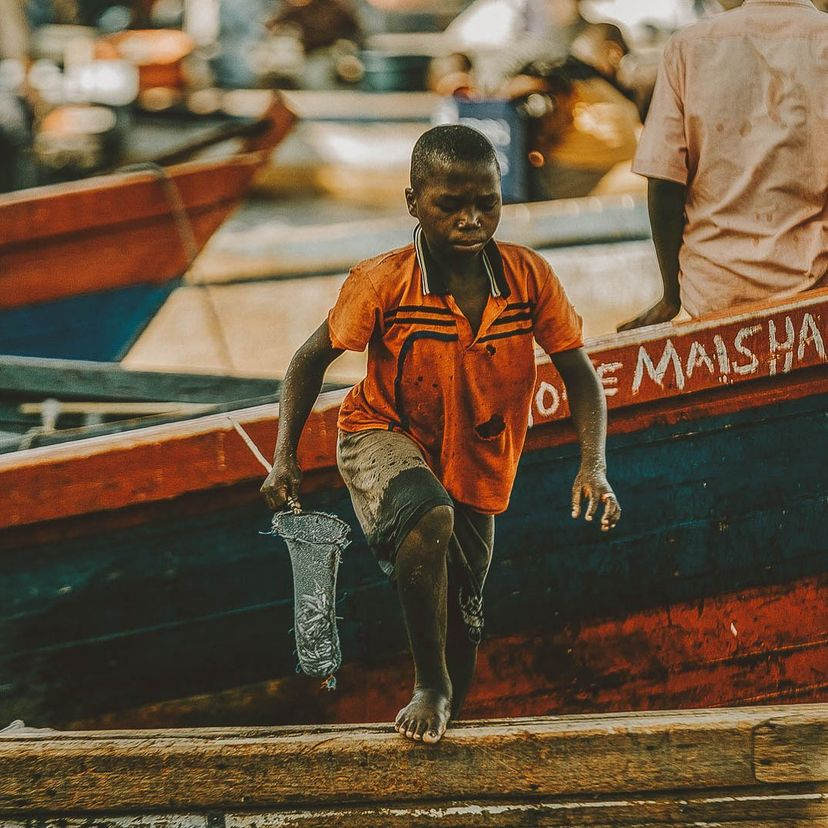

رمان بیلیاردباز نوشتهٔ والتر تویس، نویسندهٔ آمریکایی، روایت زندگی بیلیاردباز جوانی است به نام ادی فلسون، معروف به ادی تنددست که سرِ پول، بیلیارد بازی می‌کند و به مذاقش خوش نمی‌آید گوش‌بُر صدایش کنند. او عزم کرده بهترین باشد، بهتر از مدعی پرآوازه‌ای که پانزده‌سالی است در کل کشور یکه‌تاز است. پس تصمیم می‌گیرد از بازی‌های ارزان و کم‌اهمیت دست بکشد و از شهر خود راهی سالن‌های بیلیارد شیکاگو می‌شود. ادی تنها یک هدف دارد: غلبه بر اسطورهٔ شکست‌ناپذیر، مردی چاق و اطواری معروف به بشکهٔ مینه‌سوتا. وی با تکیه بر مهارت خود، قدم در مسیری می‌گذارد که نهایت شهرت و خوشبختی را در آن می‌بیند، غافل از اینکه غرور توشهٔ مناسبی برای این سفر نیست. در این راه، با بِرت همراه می‌شود، کسی که قواعد بازی را خوب می‌داند و به ادی می‌آموزد که تفاوت بین بازنده و برنده در «شخصیت» آن‌هاست.
بیلیاردباز، نخستین رمان این نویسندهٔ آمریکایی، در سال ۱۹۵۹ چاپ شد. آثار دیگر وی عبارت‌اند از: مردی که به زمین سقوط کرد(۱۹۶۳)، دور از خانه (۱۹۸۱)، مرغ مینا (۱۹۸۰)، قدم‌های خورشید (۱۹۸۳)، حرکت اول ملکه (۱۹۸۳) و رنگ پول (۱۹۸۴).
از سه رمان بیلیاردباز، مردی که به زمین سقوط کرد و رنگ پول، اقتباس سینمایی صورت گرفته است. فیلم بیلیاردباز به کارگردانی رابرت راسن در سال ۱۹۶۱ ساخته و با استقبال بسیار خوب مخاطبان روبه‌رو شد و جوایز متعددی از جمله اسکار، از آنِ خود کرد.
آثار تویس به زبان‌های مختلف ترجمه شده‌اند اما پیش از این اثر، هیچ ترجمه‌ای از آثار او در ایران به چاپ نرسیده است.